# Padló

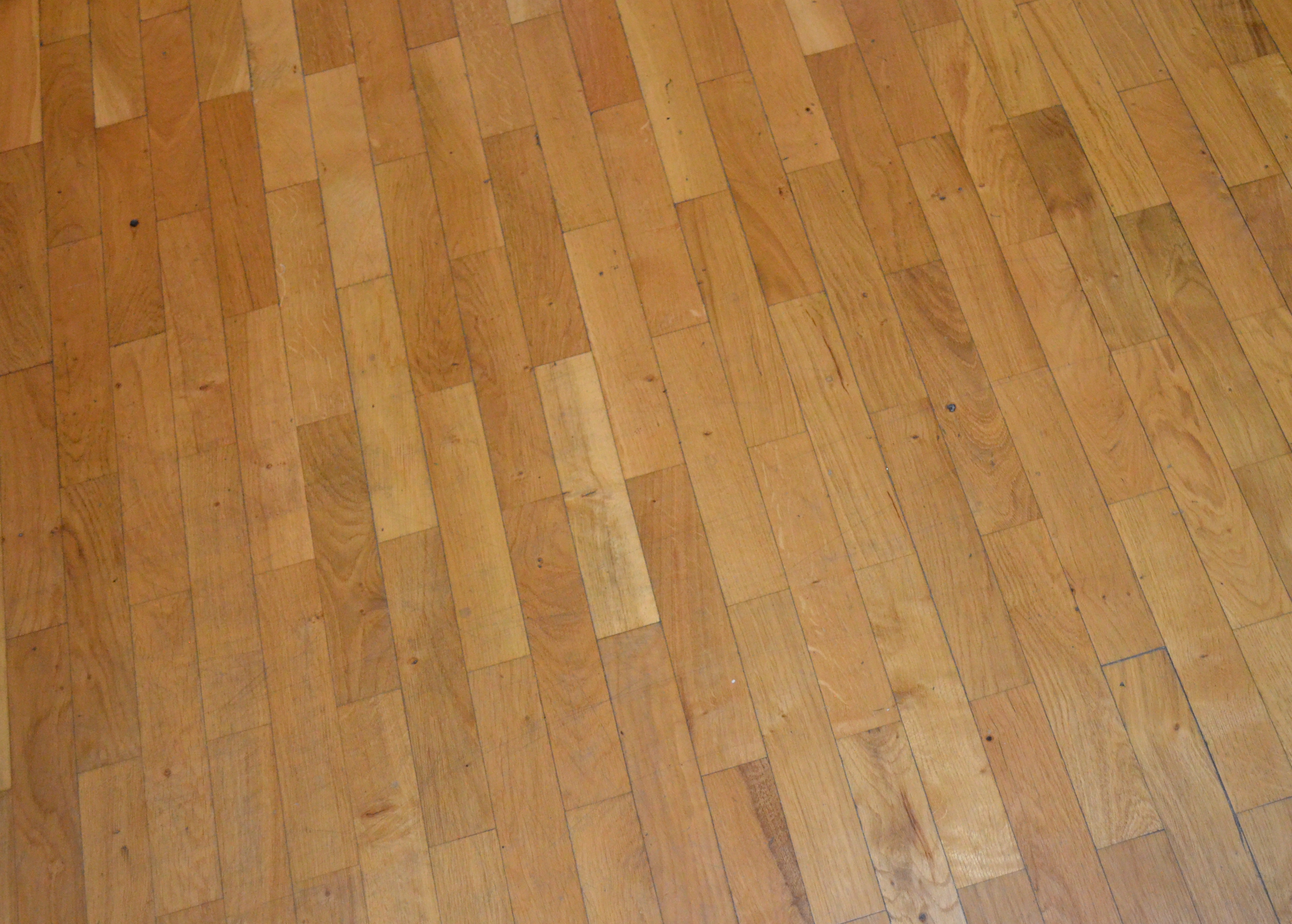
A padló egyik legalapszerűbb, legismertebb és legrégebb óta használt fajtája, a fapadló

A padló egy helyiség vagy jármű alsó felülete. A padló lehet kő, fa, bambusz, fém vagy bármilyen más anyag, amely képes elviselni egy adott terhelést. 
A padlók jellemzően egy padlóburkolatból állnak, amely jó járófelületet biztosít. A modern épületekben az aljzat gyakran elektromos vezetékeket, vízvezetékeket és egyéb szolgáltatásokat tartalmaz, mivel a padlóknak sok, a biztonság szempontjából alapvető fontosságú igénynek kell megfelelniük. A padlók egyes régiókban szigorú építési szabályok szerint készülnek.

## Különleges padlószerkezetek

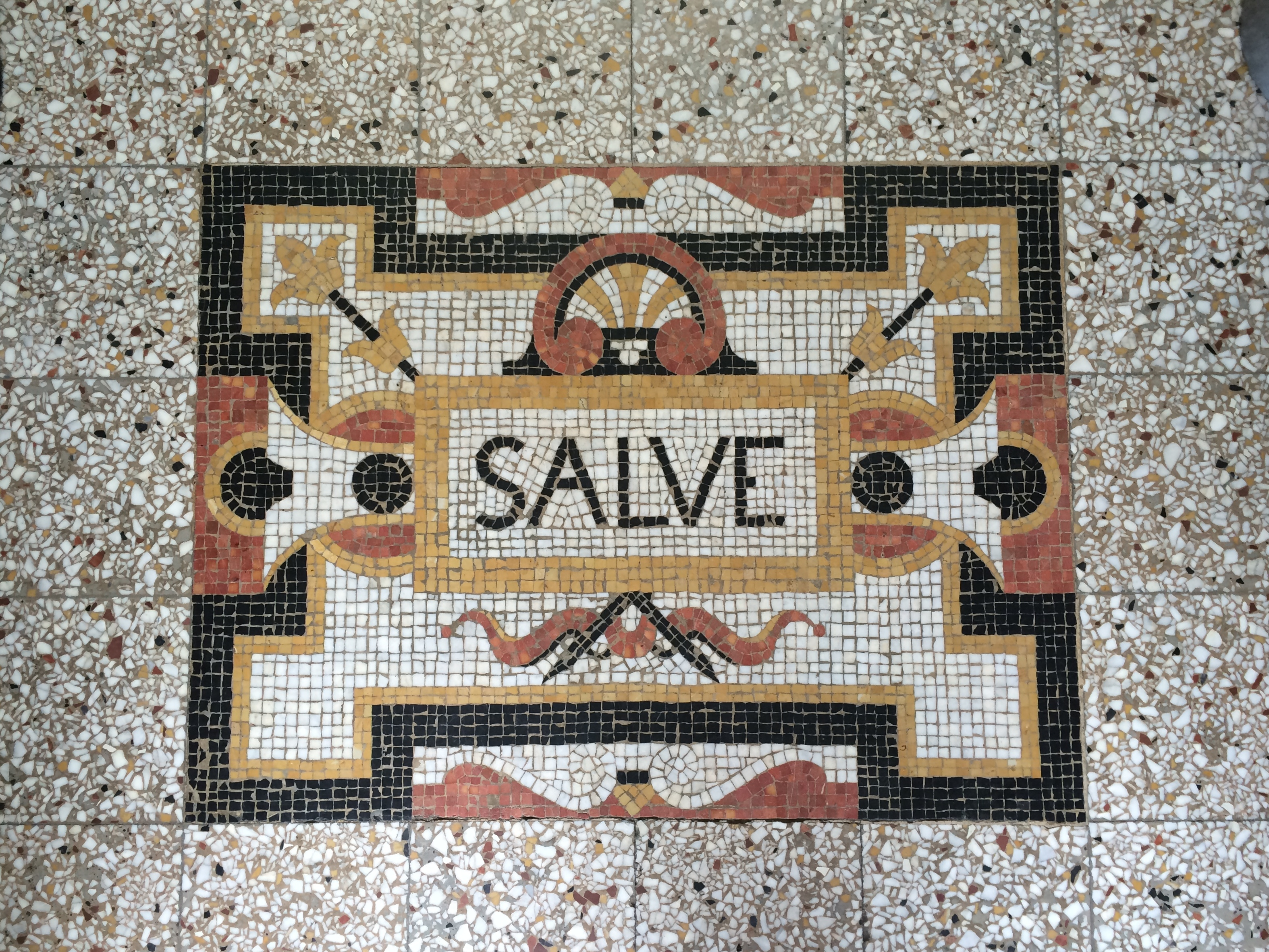
A padlók üvegből, mozaikból vagy más művészi kifejezéseket tartalmazhatnak, mint ez a kis mozaik a Rietberg Múzeumból (Zürich, Svájc)

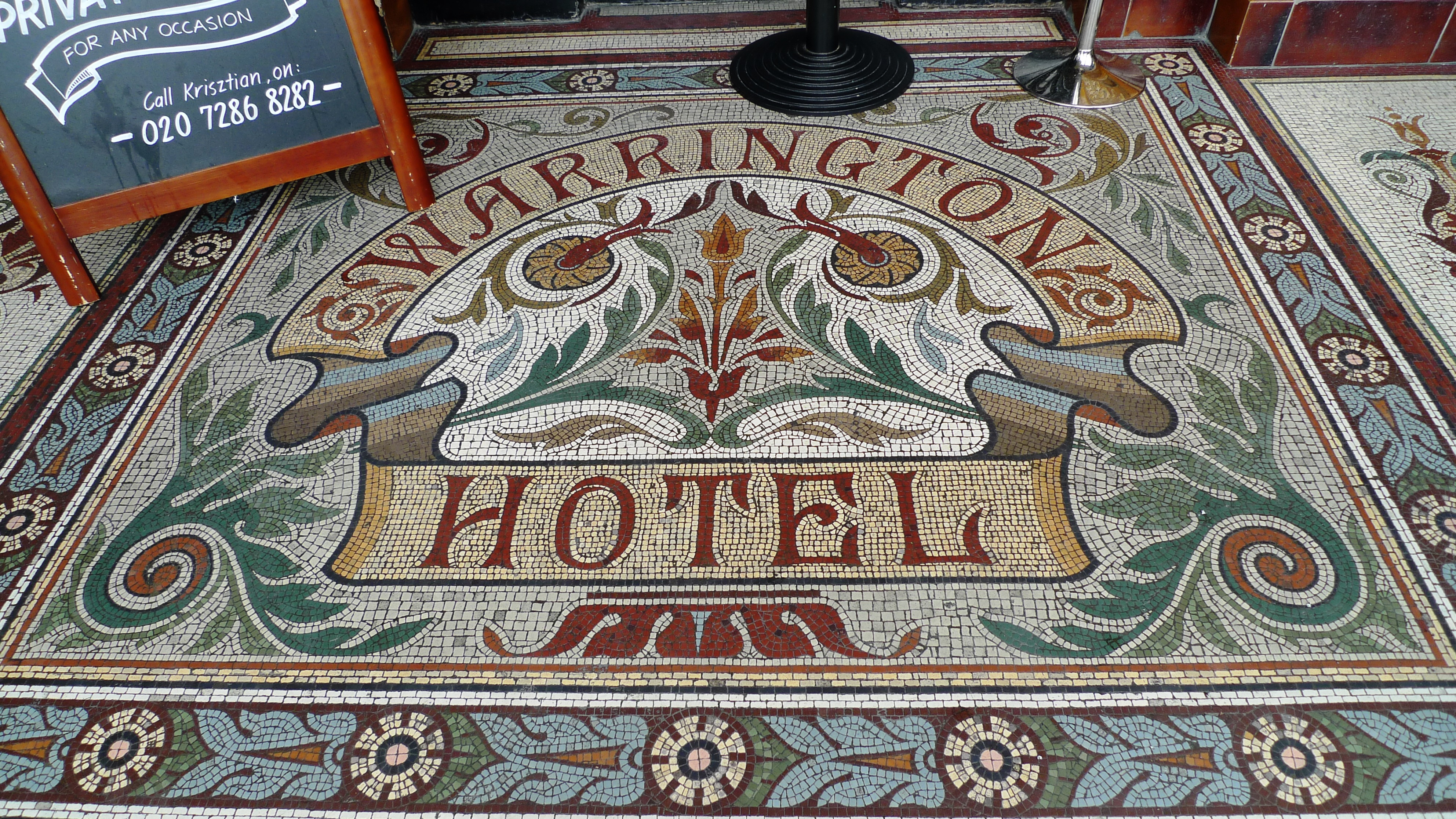
Szecessziós mozaik egy hotel bejáratánál (Egyesült Királyság)

A különleges padlószerkezeteket számos célra használják:
- Erkély, a falból kiálló platform,
- „úszópadló” (?) általában a zaj vagy a rezgés csökkentésére,
- üvegpadló (az üvegalú lifteknél),
- A „ébresztő” padló zajt ad, amikor egy betolakodó mászkál rajta,
- emelt padló, az alatta lévő dolgok könnyűszerrel elérhetők,
- rugalmas padló, általában sportolók vagy táncosok által használt helyen alkalmazzák.

## Padlóburkolás
A padlóburkolás, vagy más néven padlózás lényege, hogy az elvárt terhelés alapján megfelelő járófelületet helyezzenek rá a padlóra.
A padlóburkolathoz tartozó tárgyak közé tartozik a szőnyeg, és a rugalmas padlóburkolat, például linóleum vagy vinyl padló. Az általánosan padlóburkolatnak nevezett anyagok közé tartozik a fapadló, a laminált fa, a kerámia csempe, a kő és a különböző varrat nélküli vegyi padlóbevonatok.
A padlóburkolat anyagának megválasztását olyan tényezők befolyásolják, mint a költségek, a tartósság, a zajszigetelés, a kényelem és a tisztítás. Bizonyos típusú padlóburkolatokat nem szabad elhelyezni a talajszint alatt, és kerülendő a laminált vagy keményfa, ahol nedvesség vagy páralecsapódás áldozata lehet.

## Problémák a padlóval
A fapadlók, különösen az idősebbek, bizonyos helyeken hajlamosak nyikorogni. Ezt az okozhatja, hogy egy a padlók közös aljzaton vannak, ezáltal egymásnak dörzsölődnek. A két padló csavarokkal vagy szegekkel való szilárd egymásnak rögzítése elháríthatja ezt a fajta a problémát.
A padló rezgése problémát jelenthet. A fapadlók hajlamosak kiadni hangokat, különösen a nagy léptek miatt. Az úszó padló háríthatja el ezt a problémát. A betonpadlók általában olyan masszívak, hogy ilyen nem történhet velük, de sokkal drágábbak is, és súlyuk miatt szigorúbb építési követelményeknek kell megfelelniük.
A kémiai tömítőanyaggal ellátott padlók általában eléggé csúszós felületűek, amelyek csúszás- és zuhanási veszélyt jelenthetnek, azonban vannak csúszásgátló adalékok és bevonatok, amelyek segíthetnek ennek a problémának elhárításában és a nagyobb tapadás biztosításában. A megbízható, tudományosan alátámasztott padlócsúszás-ellenállási vizsgálatok segíthetnek a padlók tulajdonosainak és a tervezőknek annak megállapításában, hogy a padlójuk túl csúszós-e, vagy lehetővé teszik számukra, hogy az installáció előtt válasszák ki a megfelelő padlóburkolatot a rendeltetésüknek megfelelően.
A padló néha védelmet igényelhet. Az edzőtermi padlóburkolat például csökkentheti az inkompatibilis követelmények kielégítésének szükségességét.

## A padlók tisztítása
A padlótisztítás az ókortól kezdve világszerte fontos elfoglaltság. A tisztítás elengedhetetlen a csúszás miatti sérülések megelőzése és a szennyeződés eltávolítása érdekében. A padlót kezelik is a felület védelme vagy szépítése érdekében. Egy bizonyos típusú padló tisztításának helyes módja gyakran károsíthatja egy másik fajtájút, ezért fontos a megfelelő kezelés alkalmazása.

## Fordítás
- Ez a szócikk részben vagy egészben  a   Floor című angol Wikipédia-szócikk fordításán alapul.  Az eredeti cikk szerkesztőit annak laptörténete sorolja fel. Ez a jelzés csupán a megfogalmazás eredetét és a szerzői jogokat jelzi, nem szolgál a cikkben szereplő információk forrásmegjelöléseként.